# Gnimdéwa Atakpama
 (juillet 2021).
Si vous disposez d'ouvrages ou d'articles de référence ou si vous connaissez des sites web de qualité traitant du thème abordé ici, merci de compléter l'article en donnant les références utiles à sa vérifiabilité et en les liant à la section « Notes et références ».
Gnimdéwa Atakpama, né le 19 avril 1977 à Lomé, est expert médias et communication, entrepreneur, écrivain, enseignant, artiste-conteur et homme politique franco-togolais.
De 2003 à 2006, Gnimdéwa Atakpama collabore au magazine satirique panafricain Le Gri-Gri international (rédacteur-en-chef adjoint) et au magazine féminin francophone Amina. De retour au Togo en 2006, il se consacre à l'enseignement. Parallèlement, il crée et dirige Le Festival des contes solidaires dans le but de mettre la tradition orale au service du développement humain et durable.
En 2014, il s’engage en politique aux côtés d'Alberto et Nathaniel Olympio du Parti des Togolais. Il occupe le poste de délégué national aux affaires intérieures de ce parti.

## Formation et vie privée
Gnimdéwa Atakpama est né à Lomé d’un père, Toyou-Blim Atakpama, inspecteur des Chemins de fer du Togo (CFT) et d’une mère, Abby Akoua Mazignada, commerçante. Au gré des affectations de son père, il grandit à Lomé, Assahoun, Tabligbo et Kara. Il se définit de cultures kabyé et éwé. En effet, si ses grands-parents sont originaires du pays kabyè, ses deux parents eux naissent et grandissent à Agou-Attigbé dans la région des Plateaux.
Il fait des études de géographie à l'université de Lomé et de journalisme à l'ESIET (Ecole supérieure internationale d'enseignement technique) au Bénin puis à l'Institut européen de journalisme (IEJ-Paris). Il est père de quatre enfants.

## Parcours professionnel

### Expert médias et communication
À la fin de sa formation à l'IEJ-Paris, Atakpama rejoint la rédaction parisienne du magazine féminin francophone Amina tout en collaborant avec le journal satirique panafricain Le Gri-Gri international dont il devient le rédacteur en chef adjoint.
De retour au Togo en 2006, il bifurque un moment dans l'enseignement (2006-2013) avant de revenir à la pratique journalistique comme éditeur web, consultant pour la télévision, directeur de publication (magazine Togo Couleurs) et manager d’une agence médias et communication.

### Enseignant
De 2006 à 2013, Gnimdéwa Atakpama est successivement professeur d'histoire-géographie et éducation civique à l'école internationale Arc-en-Ciel de Lomé, professeur d'histoire de l'art à Cours Lumière et professeur d'histoire-géographie au lycée français de Lomé.
Parallèlement, il est chargé de cours de style et pratiques journalistiques et techniques de base rédactionnelles à l'ESIET et dernièrement à l'École supérieure des techniques et arts de la communication (ESTAC).

### Entrepreneur
Atakpama a fondé et dirigé plusieurs entreprises dans les domaines des arts créatifs et des médias. En 2014, à la suite d'une émission politique sur une radio de la place, il est contraint de fermer son entreprise. Il rebondira deux ans plus tard par la création avec de nouveaux associés d’une agence médias et communication spécialisée notamment dans la livraison clé en main de contenus. Malgré les tracasseries et autres répressions financières, son engagement pour un Togo démocratique et prospère reste intact.

### Conteur
Gnimdéwa Atakpama est arrivé au conte par sa mère, Abby Akoua Mazignada. Il complète plus tard son apprentissage traditionnel par des stages avec Sylvain Mehoun, Béno Sanvee (Togo), Hassane Kassi Kouyaté (Burkina-Faso) et Jihad Darwiche (Liban). Il participe à de nombreux ateliers, veillées et spectacles de contes au Ghana, en Côte d’Ivoire, au Burkina-Faso, au Niger, en France et au Togo. Il intervient dans les bibliothèques, écoles, festivals, radios ou à la maison pour des séances de contes, des ateliers d’écriture ainsi que des stages à l’art du conte. Il forme également les enseignants à l’utilisation du conte à l’école pour enseigner notamment les langues, les mathématiques ou les sciences naturelles.
Il est l’initiateur et le directeur du Festival des contes solidaires (initialement Le Gain du conteur) dont la 7e édition a eu lieu en novembre 2015.

### Œuvres

#### Littérature pour la jeunesse
- Gnimdéwa Atakpama, La désillusion, Paris, Harmattan, septembre 2003, 24 p. (ISBN 2-7475-3237-2).
- Gnimdéwa Atakpama et Michel Gay, Tolo Tolo, Paris, Ecole des Loisirs, 18 mai 2004 (ISBN 9782211075718).
- Gnimdéwa Atakpama et Nicolas Hubesch, Sauve-souris!, Paris, Ecole des Loisirs, 10 mars 2011 (ISBN 9782211205023). Traduit en Coréen (2012). Réédition poche (2013).
- Gnimdéwa Atakpama et Nicolas Hubesch, Surtout n'entrez pas dans le sac!, Paris, Ecole des Loisirs, 23 novembre 2012 (ISBN 9782211211659). Traduit en Italien (2013). Réédition poche (2014).

#### Théâtre et spectacles de conte
- Encre indélébile ou comment dire les silences de l'Afrique. Mise en scène par l’auteur en 2011 à Lomé[9].
- Les miroirs du Sé. Mise en scène Kristell Le Cunff[10] en 2012 à Lomé.
- Les Dieux (aussi) sont fragiles. Mise en scène de l’auteur en 2016 à Lomé[11].

#### Chansons
- Toi qui ne dis jamais rien. Interprété par Eustache K’mouna au Festival des contes solidaires 2015.
- La liberté, personne ne la donne, on la prend !  Interprété par Eustache K’mouna au Festival des contes solidaires 2015.

#### Poésie
- Souffles d’écriture[12], Collectif, Les ateliers d’écriture de la maison verte, Cancots, 2004

### Éditeur
- Adri Nyakpekpe, Les mémoires de madame Dovi : Confessions d'une sorcière vodu, Paris, Anibwé, mars 2008, 72 p. (ISBN 97829161210-79).
- Thibault et l’autre monde de Florian[13] George et Loïc Akakpo, Editions Anibwe, 2009.
- Les mythes créateurs du Vodu[14] de Basile Goudabla Kligueh, Editions Anibwe, 2011.

## Parcours politique
Dans Bolando, Roi des Gitans, le dramaturge togolais Gustave Akakpo fait dire à un personnage inspiré de la vie de Gnimdéwa Atakpama : « Maintenant je sais combien mon engagement au monde, à ma société, tient à ce fil : mon père. Alors mon combat pour le pays des hommes chiens et chats, pour une réelle démocratie, est nourri de la plus tumultueuse des fêlures, une fêlure d’enfance […] ».
Où commence la fiction et où finit la réalité ? On sait que son père, employé intègre des Chemins de Fer du Togo (CFT), a lutté, impuissant, dans les années 1980, contre la destruction inexorable de cette entreprise d’État minée par la mauvaise gestion et la corruption. Mais l’héroïsme de son père a tourné au tragique. Il a été broyé par la machine infernale. « Des années plus tard, continue le personnage, j’ai appris que les ministres des transports avaient tout intérêt à tuer le chemin de fer, ils avaient tous investi dans les transports routiers. »
Gnimdéwa Atakpama a rejoint le Parti des Togolais en juillet 2014 dont l’idéologie tranche radicalement avec l’offre politique de l’époque : un Togo unitaire et pour tous, la non-violence, le refus de toute chasse aux sorcières et l'écologie politique. Rapporteur au Congrès constitutive des 1er et 2 août 2014, il est nommé à l’issue du Congrès délégué national aux affaires intérieures, poste qu’il occupe jusqu’à ce jour. Il est l’une des chevilles ouvrières d’une tournée nationale du Parti des Togolais qui a définitivement brisé le mythe d’un prétendu bastion du régime au Nord du pays notamment dans les régions centrale, de la Kara et des Savanes.
En juillet 2017, la gendarmerie et la police sous les ordres du préfet de la Kozah (nord du pays) l’empêche d’animer un séminaire prévu par le Parti des Togolais au Centre des affaires sociales de Kara sous le thème « Comprendre la pauvreté pour mieux en sortir ».
Pendant près de deux ans, il représente, avec Nathaniel Olympio, le Parti des Togolais à la Conférence des présidents, l’organe de décision et d’administration de la C14 (Coalition des 14 partis politiques de l’opposition). La C14 a organisé pendant près de deux ans un grand mouvement de contestation du régime cinquantenaire dirigé par Faure Gnassingbé qui a succédé à son père le 5 février 2005 dans un bain de sang qui a couté la vie à un millier de Togolais.
Dans la nuit du 21 avril 2018, Gnimdéwa Atakpama est victime d’une agression par un détachement de la gendarmerie sous le prétexte d’un contrôle d’identité.
Binational, Atakpama est également engagé dans la vie politique française. Proche du Parti de la nature, il a été candidat aux élections consulaires 2021 sur la liste des Français de l'étranger pour l'environnement et le développement au Togo. La liste a obtenu 17, 05% des suffrages exprimés.